# Morville, Manche

Morville este o comună în departamentul Manche, Franța. În 1 ianuarie 2022 avea o populație de 278 de locuitori.